# Rouge (deutsche Band)
Rouge war ein Mädchenduo mit den beiden verbliebenen Mitgliedern von Arabesque. 1987 nahm das Duo mit dem Lied Einer von uns an der deutschen Vorentscheidung zum Eurovision Song Contest teil.

## Diskografie
- 1986: Hold On
- 1986:  Nights in Roppongi
- 1986: The Leader of the Pack
- 1987: Einer von uns
- 1988: Love Line Operator